# Lidia Nartowska
Lidia Nartowska (ur. 20 marca 1900 w Kiszyniowie, zm. 9 marca 1967 w Jarosławiu) – polska działaczka społeczna i kultury, choreografka, założycielka Państwowego Ogniska Baletowego w Jarosławiu.

## Życiorys
Przyszła na świat 20 marca 1900 roku jako Lidia Mazowiecka, córka Stefana – dyrektora oddziału Odeskiego Banku i Anastazji Ligockiej – nauczycielki gimnazjalnej, wnuczka Polikarpa Mazowieckiego, powstańca z lat 1863-64, jednego z adiutantów Podlewskiego. Lidia ukończyła rosyjską szkołę średnią dla dziewcząt, korzystała także z nauki gry na fortepianie, rytmiki i śpiewu w szkole muzycznej. W roku 1918 Mazowieccy wrócili do odrodzonej Polski i osiedlili się w Płocku. Młodą Lidię porwała pasja tańca, szczególnie mazura i krakowiaka. W 1920 roku poślubiła nauczyciela płockiego gimnazjum, doktora filozofii Wacława Nartowskiego, późniejszego dyrektora Państwowego Gimnazjum w Brześciu nad Bugiem, następnie w Białej Podlaskiej a na końcu w Jarosławiu. Będąc w Warszawie zapoznała się z baletem Różyckiego „Pan Twardowski”, który ją oczarował i raz na zawsze wciągnął do służby tańca narodowego. Już w roku 1926 w Białej Podlaskiej przygotowała w miejscowym przedszkolu przedstawienie taneczne, którego powodzenie zachęciło ją do dalszych wysiłków w tym kierunku.
W swoim pamiętniku zatytułowanym „Przez taneczne okulary” wydanym w Warszawie Nartowska napisała: „Wpadłam na dobre do szkolnictwa jako amator choreograf – dawałam z radością to, co ukochałam, uczyłam młodzież szkolną tańczyć walca, poloneza, poleczkę, krakowiaka, oberka, mazura. Od czasu do czasu dawałam mniejsze lub większe pokazy i pogrążałam się coraz bardziej w tej tak bliskiej memu sercu robocie. Nabierałam fantazji i wprawy. Uczyłam się sama, gdzie tylko to było możliwe. W 1933 roku przygotowałam już większą imprezę w Białej Podlaskiej siłami nauczycieli szkół podstawowych i średnich pt. „Wczoraj, dziś i jutro”.
Sukces tego występu ułatwił Lidii dostanie się na kurs wakacyjny Ogniska Muzycznego w Krzemieńcu, prowadzonego przez wybitnego muzyka prof. Bronisława Rutkowskiego. Rozwinęła tu zdolności muzyczne i nauczyła się inscenizacji tanecznych.
Po przeniesieniu męża do Jarosławia przygotowała Nartowska mnóstwo widowisk i inscenizacji. W programie stale były tańce narodowe i stylowe.
Wojna w 1939 roku i inwazja hitlerowska przerywały tę amatorską i społeczną pracę, a mąż dostał się do obozu koncentracyjnego w Niemczech. Gdy w 1944 roku Niemcy wycofali się, mąż wrócił z obozu i odnowiło się szkolnictwo polskie, Lidia Nartowska mogła na nowo podjąć poprzednią pracę. Zespół amatorski rozwijał się i na Festiwalu Sztuki w Rzeszowie zdobyła dyplom uznania. W 1947 roku jej mąż został nagle przeniesiony przedwcześnie na emeryturę. Rodzina została bez środków do życia. Wyjechali do Olsztyna, gdzie Lidia opracowała inscenizacje, tworzyła montaże i akompaniuje. Nie posiadała odpowiednich kwalifikacji i w wieku 49 lat dostała się na kurs i ukończyła go po 5 miesiącach z pierwszą lokatą z wyróżnieniem, jako specjalnie ceniona uczennica znanej choreografki Jadwigi Mierzejewskiej.
W 1950 roku wróciła do Jarosławia, by tutaj zorganizować Ognisko Choreograficzne, które zostało upaństwowione 1 kwietnia 1951 roku.
Bogaty jest dorobek Lidii Nartowskiej, która stworzyła około 100 widowisk; oto najważniejsze z nich:
- 1933 – w Białej Podlaskiej przedstawienie „Wczoraj, dziś i jutro”
- 1935 – w jarosławskim gimnazjum przygotowuje „Andrzejki”- widowisko słowno – muzyczno – taneczne, obchód powstania styczniowego – inscenizacja na tle muzyki i chóru, następnie „Jak inć Twardowski bywał w grodzie Jarosławia”.
- 1944 – widowisko „Jutro będzie lepiej”.
- 1948 – z Olsztyńskim teatrzykiem R.T.P.D. Widowisko „Koszałki opałki”
- 1948 - na stadionie Olsztyńskim podczas tzw. „Godów wiosennych” barwne widowisko, w którym bierze udział 600 tancerzy.
- 1952 – widowisko w Teatrze Narodowym
- 1956 – widowisko powtarzane kilkanaście razy w Przeworsku, Przemyślu i Rzeszowie „Od krzesiwa do żarówki”.
- 1956 – w Międzyszkolnym Ośrodku Prac Pozalekcyjnych- tańce żywieckie, rzeszowskie i inne w programie rewii pt. „To idzie miłość”.
- 1957 – w zespołach dziecięcych – „Jak Ognisko zaczęło pracować i tańcować”.
- 1958 – w zespołach dziecięcych „Z tańcem po świecie”
- 1959 – „A młodzi tańczą” – 75 lat tańca towarzyskiego w szkole – 14 tańców historycznych nowoczesnych (śpiewy, deklamacje, monologi).
- 1959 – „Żołnierz i dziewczyna”.
- 1960 – „Lekcja tańca przez wieki” – tańce narodowe, ludowe, historyczne – 140 tancerzy.
- 1960 – „Roztańczeni jubilaci” – w ramach 10-lecia Ogniska.
- 1960 – Wieczór artystyczny ”Warszawa” – montaż słowno – muzyczno – taneczny, wykonawcy: zespół San i Ogniska Baletowego.
- 1961 – wielokrotnie powtarzane widowisko „Bajki nie bajki” dla dzieci od 1 do 99 lat.
- 1961 – „Pociągiem przyjaźni przez świat” – zespoły dziecięce.
- 1962-1963 – „Tańczące piosenki” – zespół dziecięcy, „Młodość, miłość i księżyc” – widowiska estradowe pokazywane wielokrotnie
- 1964 – „Hej do tańca, zabawy” – widowisko taneczne dzieci i młodzieży, udział bierze 110 osób.
- 1965 – jubileuszowy koncert z okazji 15-lecia Ogniska Baletowego w Jarosławiu. W programie tańce historyczne, tańce węgierskie, wiązanka tańców rzeszowskich i wiązanka tańców narodowych.
- 1966 – szereg koncertów okolicznościowych.

Po około 30 latach pracy, po uroczystościach jubileuszowych 15-lecia Ogniska Nartowska zapadła na groźną chorobę nogi, co utrudniło jej zdolność ruchu. Poddała się leczeniu i szybko wróciła do pracy. Nie mogąc chodzić korzystała z taksówki, nie zważając na wydatki. Nawet gdy miała zwolnienie lekarskie spieszy by uczyć. Poddała się operacji. Niestety choroby tak osłabiły jej organizm, a złośliwy nowotwór rozwinął się, że pomimo wysiłków lekarzy dnia 9 marca 1967 roku zakończyła pracowite i ofiarne życie, planując jeszcze w ostatnich dniach kolejne widowisko taneczne. Jej odejście odczuł boleśnie cały ruch amatorski regionu rzeszowskiego. To właśnie ona – wówczas gdy rynek księgarski odczuwał brak wydawnictw tanecznych, wykorzystując znajomość języka rosyjskiego tłumaczyła opisy tańców rosyjskich, a także wydawała drukiem własne poradniki.
Postać Lidii Nartowskiej w kręgu pracowników kultury była bardzo ceniona. Nic też dziwnego, że spotykały ją częste nagrody, wyróżnienia i głosy uznania.

## Odznaczenia
Wybrane odznaczenia:
- Srebrny Krzyż Zasługi (22 lipca 1956 r.) (N.A-58327)
- Odznaka 1000-lecia Państwa Polskiego (20 listopada 1962 r.)
- Zasłużony Działacz Kultury (19 maja 1963 r.)
- Krzyż Kawalerski Orderu Odrodzenia Polski (6 listopada 1965 r. nr 1-19117)
- Odznaka Zasłużonego Działacza Związku Zawodowego Przemysłu Spożywczego i Cukierniczego (9 marca 1967 r. Leg Nr 660)
- 13 listopada 1992 Rada Miasta Jarosławia nazwała ulicę boczną Reymonta imieniem Lidii Nartowskiej (uchwałą nr 236/XXVIII/92)
- 20 października 2016 w Panteonie Wybitnych Osobistości Jarosławia odsłonięto pamiątkową tablicę Lidii Nartowskiej[3]